# Prêmio Otto Hahn
O Prêmio Otto Hahn (em alemão:  Otto-Hahn-Preis), denominado em homenagem ao químico nuclear Otto Hahn, foi estabelecido na primavera de 2005 dentre outros pela Sociedade Alemã de Química (Gesellschaft Deutscher Chemiker - GDCh), pela Deutsche Physikalische Gesellschaft (DPG) e pela cidade de Frankfurt am Main. Sua função é, de acordo com seus estatutos, "a promoção da ciência, em especial nas áreas da química, física e ciências da engenharia aplicada, mediante o reconhecimento de realizações científicas notáveis".
O prêmio foi criado mediante a fusão do Prêmio Otto Hahn de Química e Física (Otto-Hahn-Preis für Chemie und Physik) com o Prêmio Otto Hahn da Cidade de Frankfurt am Main (Otto-Hahn-Preis der Stadt Frankfurt am Main).
O prêmio é concedido bianualmente na Paulskirche, sendo os laureados alternadamente físicos e químicos. Consiste em uma medalha de ouro e um valor monetário de 50 mil Euros, sendo a metade deste valor proveniente da cidade de Frankfurt am Main, um quarto da GDCh e um quarto da DPG.

## Laureados
- 2005: Theodor Hänsch
- 2007: Gerhard Ertl
- 2009: Stefan Hell
- 2011: Manfred Reetz
- 2013: Ferenc Krausz
- 2015: Jürgen Troe
- 2017: Karsten Danzmann
- 2019: Martin Jansen
- 2021: Klaus Blaum[1]

## Precursores do Prêmio Otto Hahn

### Prêmio Otto Hahn de Química e Física
Com o Prêmio Otto Hahn de Química e Física foram laureados pesquisadores alemães, que "contribuiram de forma notável visando o desenvolvimento da química ou da física na pesquisa pura ou aplicada". Foi estabelecido em 1953 por fomento da Gesellschaft Deutscher Chemiker mediante organizações componentes do Comitê Nacional Alemão de Química e pela Deutsche Physikalische Gesellschaft. Consistia em uma medalha de ouro, um valor monetário (em 2003 25 mil Euros) e um certificado.

#### Laureados
- 1955: Lise Meitner e Heinrich Otto Wieland
- 1959: Hans Meerwein
- 1962: Manfred Eigen
- 1965: Erich Hückel
- 1967: Georg Wittig
- 1974: Friedrich Hund
- 1979: Rolf Huisgen
- 1986: Heinz Maier-Leibnitz
- 1989: Rudolf Hoppe
- 1998: Dieter Oesterhelt
- 2000: Hans Christoph Wolf
- 2003: Helmut Schwarz

### Prêmio Otto Hahn da Cidade de Frankfurt am Main
O Prêmio Otto Hahn da Cidade de Frankfurt am Main foi estabelecido em 1969, nas comemorações dos 90 anos de nascimento de Otto Hahn, natural de Frankfurt am Main. Foi concedido pela Fundação Otto Hahn da cidade de Frankfurt am Main, dotado com 25 mil marcos.

#### Laureados
- 1970: Karl zum Winkel
- 1972: Rudolf Schulten
- 1974: August Weckesser
- 1976: Adolf Birkhofer
- 1979: Wolfgang Gentner
- 1980: Otto Haxel
- 1982: Walter Greiner
- 1984: Heinz Maier-Leibnitz
- 1986: Klaus Knizia
- 1988: Franz Baumgärtner
- 1992: Olga Aleinikova
- 1994: Willi Wölfli
- 1996: Gottfried Münzenberg e Sigurd Hofmann
- 1998: Hans Blix, Jens Volker Kratz e Norbert Trautmann
- 2000: Hartmut Eickhoff, Thomas Haberer e Gerhard Kraft